# Gerhard Kubik
Gerhard Kubik (Viena, 10 de diciembre de 1934), estudió etnología, musicología y lenguas africanas en la Universidad de Viena. Publicó su doctorado en 1971 consiguiendo un puesto en dicha Universidad en 1980. Gerhard ha realizado publicaciones desde 1959, especialmente en el campo de la música, danza y tradiciones orales de África; así mismo ha realizado estudios en quince países africanos al igual que en Venezuela y Brasil. Los temas principales de su investigación, aparte de los ya mencionados (tradición oral, música y danza), son los sistemas tradicionales de educación, las extensiones de la cultura africana en América (principalmente en Brasil) y la lingüística de los dialectos bantúes de la parte central de África.
Gerhard Kubik ha recopilado la mayor colección de música africana tradicional (más de 25.000 grabaciones), gran parte de las cuales están archivadas en el "Phonogrammarchiv Wien" de Viena.